# Купол на Скалата
Куполът на Скалата (на иврит: כיפת הסלע; на арабски: مسجد قبة الصخرة) е светилище (не джамия), разположено на Храмовия хълм в Стария град на Йерусалим. Построено е от халифа Абд ал-Малик ибн Маруан през 691 г. То е сред най-старите запазени до днес образци на ислямската архитектура.

## Какво представлява
Куполът на Скалата е мюсюлманско светилище, което било построено на Храмовия хълм в Ерусалим през 691 г.н.е. Куполът на Скалата е част от по-голяма мюсюлманска свещена област, която заема значителна част от това, което е известно като хълма Мория в сърцето на Ерусалим. Куполът на Скалата получава името си от факта, че е построен върху най-високата част (купола) на хълма Мория – мястото, където според вярването на евреи и християни, Авраам се готвел да принесе сина си Исаак в жертва на Бог (Битие 22:1 – 14).
Още се счита, че това е местоположението на хармана на евусееца Орна, където Давид издигнал олтар на Господ (2 Царе 24:18). Той е също недалеч от мястото, където бил Иродовият храм преди да бъде разрушен от римската армия през 70 г.н.е.. Някои дори вярват, че скалата може да е била мястото на Светая светих, която била част от юдейския храм, където първосвещеникът влизал веднъж годишно да извърши изкупление за греховете на Израил.
Куполът на Скалата е част от най-голямата ислямска област, известна като Благородното светилище или Ал-Харам ал-Шариф. Тази област включва над 35 акра и съдържа джамията Ал-Акса и Купола на Скалата. След като мюсюлманите завзели Ерусалим през 637 г.н.е., мюсюлманските водачи започнали строежа на Купола на Скалата през 685 г.н.е. Почти седем години отнело да се завърши строежа и днес това е една от най-старите ислямски постройки в света.
Платформата или Храмовият хълм, на който са разположени Куполът на Скалата и джамията Ал-Акса, бил построен през първи век н.е. при управлението на Ирод Велики като част от възстановяването на втория юдейски храм. Исус се покланял в Иродовия храм, където пророкувал неговото разрушаване (Матей 24:1 – 2). Исусовото пророчество се изпълнило, когато Храмът бил разрушен през 70 г.н.е. от римската армия.
Областта на Храмовият хълм, където е разположен Куполът на Скалата, е важна не само за мюсюлманите, които я контролират сега, но също и за евреите и християните. Като мястото, където някога се е намирал юдейският храм, Храмовият хълм се счита за най-свещеното място в юдаизма и мястото, където според вярванията на юдеите и някои християни ще бъде построен третият и последен храм. Това място е също третото най-свещено място в исляма. Поради своята важност и за юдеи, и за мюсюлмани, Храмовият хълм е силно оспорвано религиозно място, за контрола над което претендират както Палестинската власт, така и Израел.
Куполът на Скалата е внушителна постройка, лесно видима на много снимки на Ерусалим. Не само че е на върха на хълма Мория, но също е построен върху изравнена платформа, издигаща се 16 фута над останалата област на Храмовия хълм. Вътре в центъра на Купола е най-високата точка на хълма Мория. Тази гола скала е с размери около 60 на 40 фута и се издига на около 6 фута над основата на светилището. Макар че мнозина погрешно наричат Купола на Скалата джамия, той всъщност бил построен като светилище за поклонници, въпреки че се намира близо до важна мюсюлманска джамия.
Някои вярват, че Куполът на Скалата бил построен, защото според легендата Пророкът Мохамед бил отведен на хълма Мория от ангела Гавраил и оттам възнесен на небето и се срещнал с всички пророци преди него, както и видял Бог да седи на трона, заобиколен от ангели. Обаче тази история не се появява в никой ислямски текст чак до няколко десетилетия след като било построоено светилището, което накарало някои да вярват, че главната причина да бъде построен Куполът била да се ознаменува ислямската победа над християните в Ерусалим, а не да се почете предполагаемото възнесение на Мохамед.
Когато Израел завзел тази част от Ерусалим след Шестдневната война през 1967 г., израелските лидери разрешили на ислямски религиозен тръст да управлява Храмовия хълм и Купола на Скалата като начин за запазване на мира. Оттогава немюсюлманите имат достъп до областта, но не им е разрешено да се молят на Храмовия хълм.